# Newag
Newag SA — польська компанія, розташована в місті Новий Сонч, що спеціалізується на виробництві, обслуговуванні та модернізації залізничного рухомого складу.

## Історія
У 1876 році відкрилася Королівська залізнична майстерня, яка обслуговувала новозбудовану австрійську залізничну лінію. 
Після Першої світової війни заклад, перейменований на «Головну майстерню 1-го класу», обслуговував Польські державні залізниці, в 1922 році працювало близько 1800 робітників. 
У комуністичній Польщі після Другої світової війни майстерню було націоналізовано, а згодом вона стала окремою, хоча все ще державною власністю, підприємство під офіційною назвою «Новисонське залізничне ремонтне депо рухомого складу в місті Новий Сонч, державне незалежне підприємство» (пол. Zakłady Naprawcze Taboru Kolejowego «Nowy Sącz» w Nowym Sączu, Przedsiębiorstwo Państwowe Wyodrębnione), з робочою силою близько 3500 у 1952 році. 
Останній паровоз обслуговувався в 1972 році.
Після падіння комунізму та економічних змін 1989 року підприємство було перетворено на акціонерне товариство Державної скарбниці, єдиним акціонером якого є польська держава. 
Компанія пройшла через період фінансових потрясінь приблизно у 2001 році, і її акції були придбані приватним внутрішнім інвестором у 2003 році. Нинішню назву було прийнято у 2005 році.

## Шкідництво програмним забезпеченням
У грудні 2023 року на конференції OhMyH@ck у Варшаві група хакерів Dragon Sector повідомила, що вбудоване програмне забезпечення навмисно створює несправності у поїздах, що обслуговуються незалежними від Newag компаніями. Розслідування показало, що система блокувала роботу поїздів і відображала фальшиві повідомлення про несправності, якщо GPS виявляв їхнє перебування в незалежному сервісному центрі або якщо були встановлені неавторизовані запчастини. За підтримки Польського управління залізничного транспорту та CERT Polska було досліджено 29 поїздів, з яких 24 мали ці програмні блокування. Польський уряд знав про проблему ще з травня 2023 року, а прокуратура розпочала офіційне розслідування за підозрою в комп’ютерному саботажі. Компанія Newag заперечила звинувачення. Dragon Sector представила свої висновки на конференції 37th Chaos Communication Congress у Гамбурзі.

## Сьогоденна продукція
- Newag Nevelo[pl] — трисекційний низькопідлоговий трамвай, що зараз експлуатується в Кракові[4]
- Newag Impuls — електричний агрегат для міського, приміського та регіонального сполучення
- Newag Vulcano[en] — дизельний моторний агрегат, який зараз експлуатується в Італії
- Newag Griffin[en] – чотиривісний електро- або дизель-електровоз для експрес-пасажирських і мало-середніх вантажних перевезень.
- Newag Dragon[en] – шестивісний потужний електро- або дизель-електровоз для перевезення важких вантажів.